# Onel Hernández
Onel Lázaro Hernández Mayea (ur. 1 lutego 1993 w Morón) – niemiecki piłkarz kubańskiego pochodzenia występujący na pozycji pomocnika w Norwich City.